# تاليساي (الفلبين)
تاليساي (بالإنجليزية: City of Talisay) هي مدينة في الفلبين، تتبع نيغروس أوتشيدنتال، بلغ عدد سكانها 102,214  نسمة في 2015، تبلغ مساحتها 201.18 كيلومتر مربع، رمزها البريدي هو 6115.

## معرض صور

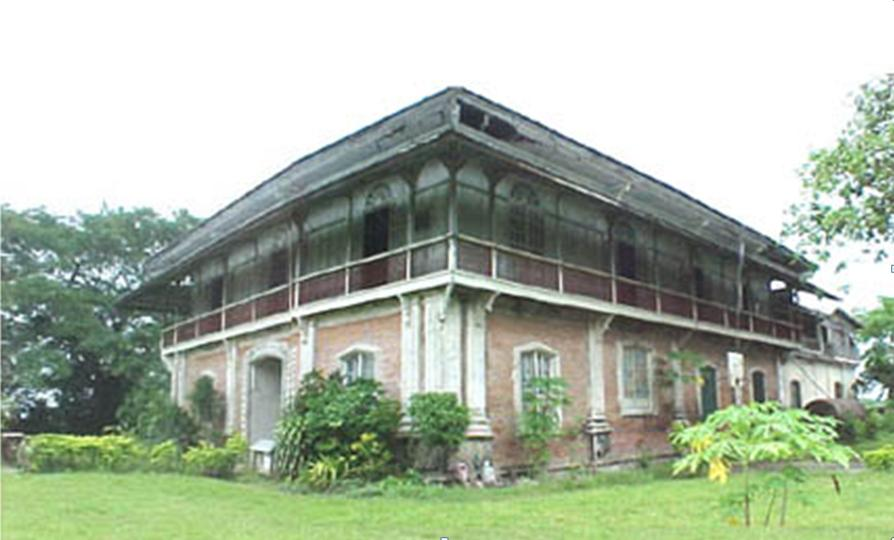
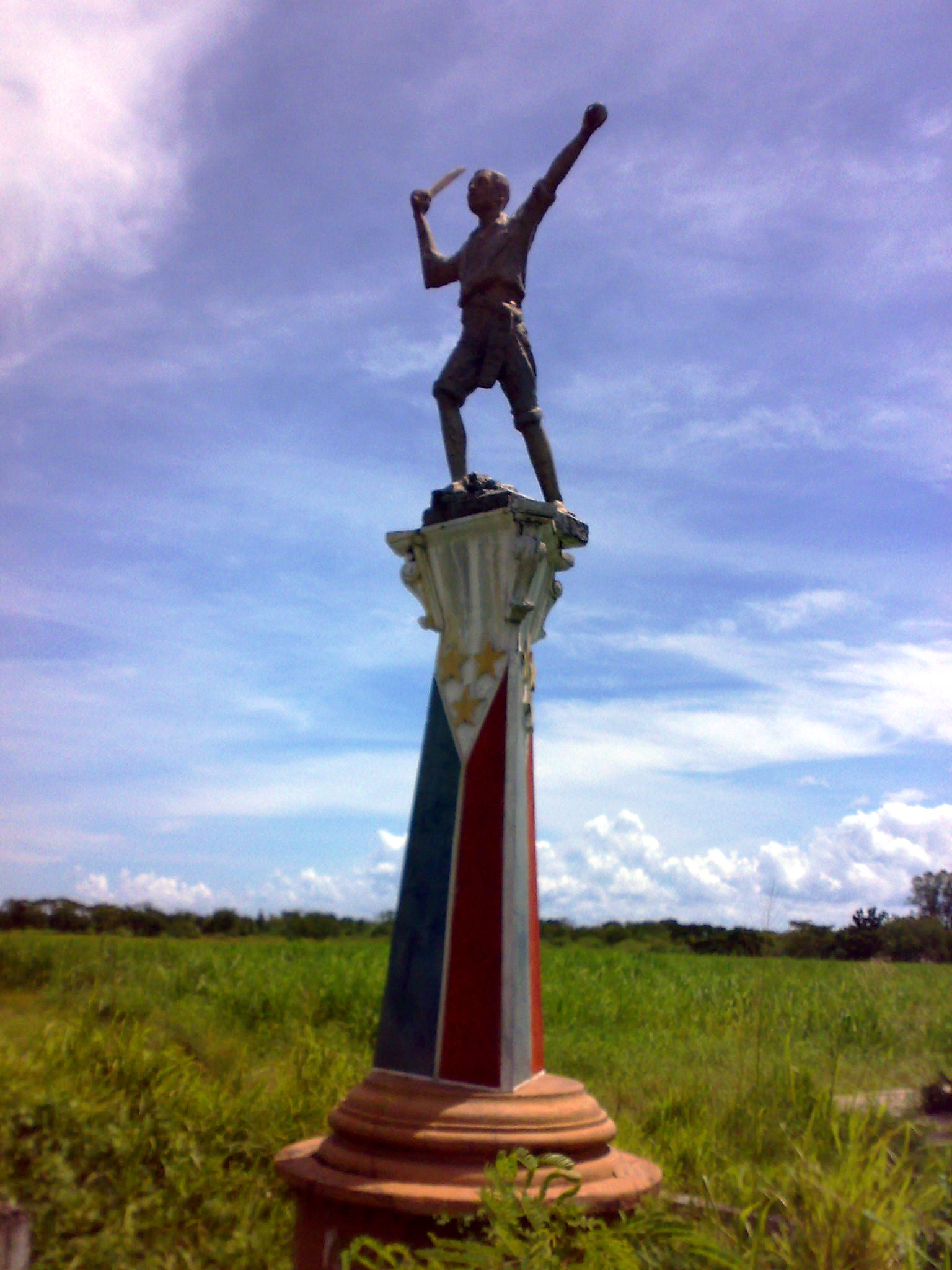
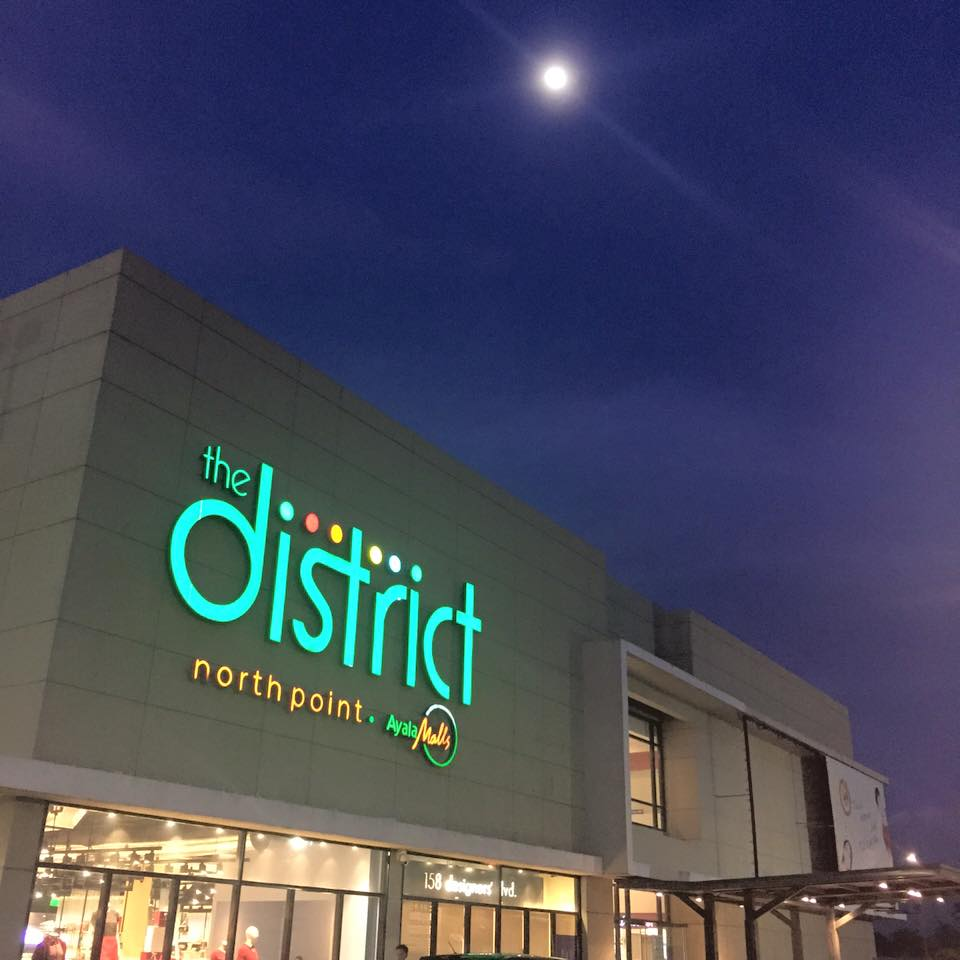
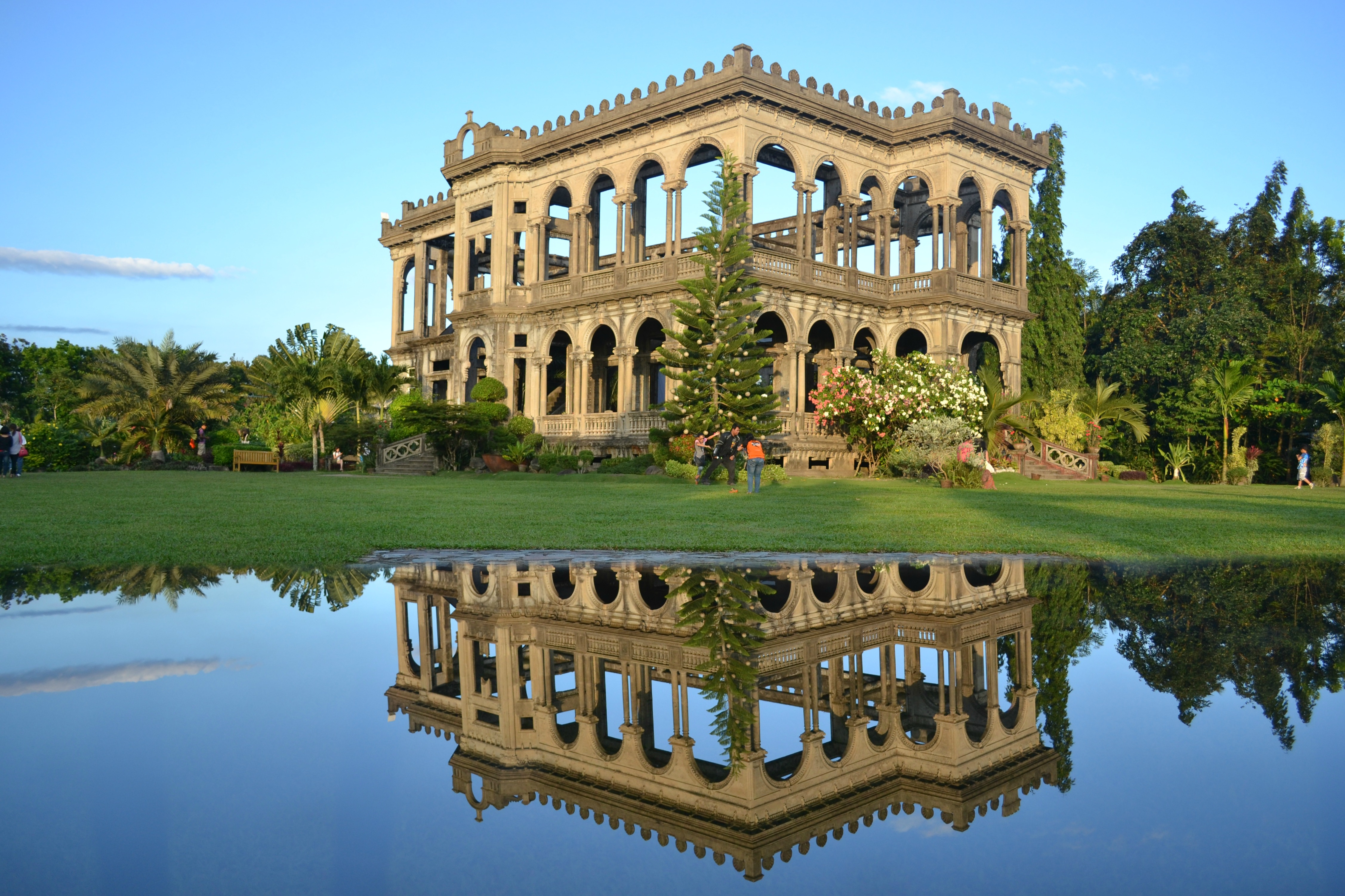

## الموقع
تشترك في الحدود مع:
- باكولود
- Don Salvador Benedicto [الإنجليزية]‏.